# Ernesto da Peña
Ernesto da Peña Muñoz (Cidade de México, 21 de novembro de 1927 - Cidade de México, 10 de setembro de 2012) foi um escritor, lingüista, polígrafo, académico e erudito mexicano.

## Estudos
Ingressou à Faculdade de Filosofia e Letras da Universidade Nacional Autónoma de México (UNAM), em onde cursó a carreira de Letras Clássicas, estudando aos filósofos presocráticos, filosofia da ciência, idioma árabe, sánscrito e linguística indoeuropea. Em sua alma mater foi aceite no corpo de tradutores do  grego e o latín reconhecido pela UNAM para participar nos trabalhos da "Biblioteca Scriptorum Graecorum et Romanorum Mexicana". Na própria Faculdade de Filosofia e Letras estudou língua e literatura russas e língua árabe. Realizou estudos de sánscrito e chinês no Colégio de México, na Escola Monte Sinaí de idioma hebreu e de forma independente realizou estudos de línguas ocidentais e orientais para conseguir o conhecimento de trinta e três idiomas. Foi um estudioso constante dos textos bíblicos.

## Trajectória profissional
Foi professor de História da Cultura em diferentes instituições particulares. Baixo o patrocínio do Conselho Nacional para a Cultura e as Artes ditou um curso de História Antiga de Israel e Instituições Bíblicas.
Foi catedrático de religiões orientais, literatura grega e Biblia no Instituto Helénico e de técnica da tradução e de língua alemã no Instituto de Intérpretes e Tradutores.
Foi tradutor oficial da Secretaria de Relações Exteriores e da Secretaria de Fazenda e Crédito Público. Colaborou como tal, no Tribunal Superior de Justiça do Distrito Federal e no Tribunal Fiscal da Federação.
Incursionó na televisão cultural participando em vários canais, sendo condutor titular de programas no Canal 22. Sua gosto pela ópera, levou-o a realizar transmissões por rádio na estação Opus 94 do Instituto Mexicano da Rádio e a realizar comentários para o Metropolitan Opera House. Como escritor colaborou com vários diários e revistas e foi nomeado director do Centro de Estudos de Ciências e Humanidades da Fundação Telmex.

## Académico
Foi nomeado membro de número da Academia Mexicana da Língua o 14 de janeiro de 1993, e ingressou o 18 de junho desse ano ocupando a cadeira XI. Foi membro correspondente da Real Academia Espanhola desde o 12 de novembro de 1993. Foi membro do Conselho de Ópera do Instituto Nacional de Belas Artes e membro do Conselho Consultivo do Arquivo Geral da Nação. O 25 de outubro de 2007, a Academia efectuou uma cerimónia no centro de cultura Casa Lamm para render homenagem a seus membros octogenarios: Guido Gómez de Silva, Margit Frenk, Ernesto da Peña e Ruy Pérez Tamayo. Foi membro honorario do Seminário de Cultura Mexicana. Faleceu o 10 de setembro de 2012.

## Biblioteca Ernesto da Peña
A biblioteca Ernesto da Peña foi criada em 1997 com o objectivo de favorecer a formação integral dos becarios da fundação Telmex.
Com este respaldo cultural se procurava propiciar o desenvolvimento das aptidões criativas assim como apoiar os estudos profissionais dos jovens estudantes. No entanto sempre tem sido e continuará sendo um espaço aberto a pesquisadores e público em general.
A origem desta excepcional colecção bibliográfica foi a biblioteca familiar de Dom Ernesto da Peña, quem a acrescentou ao passo do tempo e cuja lembrança se honra ao tributar este espaço cultural a seu nome.
Composta por mas de trinta mil volumes em vários idiomas como o latín, grego, arameo, chinês, árabe, francês, português, inglês entre outros. Dom Ernesto podia ler em mais de trinta idiomas o que se reflete em sua biblioteca pessoal. Os temas como o Tarot, ciências ocultas, assim como cozinha e música, particularmente ópera, são os distintivos de dito acervo bibliográfico.

## Prêmios e distinções
- Prêmio Xavier Villaurrutia, pela obra Las estratagemas de Dios em 1988.
- Medalha conmemorativa pelos 3000 anos de Jerusalém outorgada pela embaixada de Israel em México.
- Prêmio Nacional de Ciências e Artes no área de Linguística e Literatura outorgado pelo governo federal de México, em 2003.[10]
- Medalha de Ouro outorgada por Belas Artes em 2007[2]
- Prêmio Internacional Alfonso Reyes outorgado pelo Conaculta, o INBA, a Sociedade Alfonsina Internacional, o governo do estado de Novo León, e nas editoriais Século XXI e Castillo em 2008.[11]
- Medalha ao Mérito Cidadão Benito Juárez García entregada por Convergência em outubro de 2009.[12]
- Prêmio Nacional de Jornalismo "José Pagés Llergo", em sua modalidade de publicação ou programa cultural por rádio, por seus programas de rádio Ao fio do tempo, Música para Deus e Depoimento e celebração em 2009.[13]
- Medalha Mozart em 2012.
- XXVI Prêmio Internacional Menéndez Pelayo em 2012.[14]
- Medalha Belisario Domínguez (2012) Outorgada pelo Senado da República de México pós mortem.

## Obras
Traduziu ao espanhol a obra de poetas como Paul Valéry, Gérard de Nerval, Stéphane Mallarmé, Friedrich Hölderlin, Novalis, Rainer Maria Rilke, Czesław Meułosz e Allen Ginsberg, assim como textos de Anaxágoras e Hipócrates. Entre suas publicações encontram-se:

### Conto
- As estratagemas de Deus - Domés (1988)
- As máquinas espirituais - Diana (1991)

### Novela
- O indeleble caso de Borelli - Século XXI (1991)

### Poesia
- Mineralogía para intrusos - Conaculta (1993)
- Palavras para o desencuentro - Conaculta (2005)

### Ensaio
- Kautilya, ou o Estado como mandala - Conaculta (1993)
- O centro sem orlas - Conaculta (1997)
- As controvérsias da fé - Aguilar (1997)
- A rosa transfigurada - FCE (1999)
- Castelos para Homero - Conaculta (2009)

### Traduções
- Os Evangelhos de Mateo, Marcos, Lucas e Juan (1996), tradução directa do original grego.